# Curtiss-Wright X-19

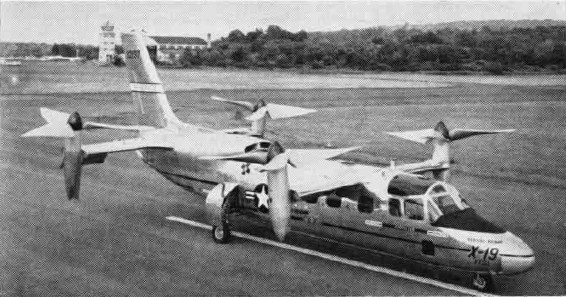
Curtiss-Wright X-19

De Curtiss-Wright X-19 was een Amerikaans experimenteel of X-vliegtuig gebouwd in de vroege jaren ‘60 van de twintigste eeuw. Het toestel viel op door zijn tiltrotors.

## Ontwikkeling
In maart 1960 werd er door de Curtiss-Wright Corporation het X-100 prototype gebouwd: een toestel, bedoeld als verticaal opstijgend vrachtvliegtuig met een enkele turboshaftmotor die twee kantelbare rotors aandreef, waarbij aan de staart twee beweegbare uitlaten de uitlaatgassen van de motor gebruikten voor extra controle bij het zweven in stilstand of langzame vlucht. Vanuit dit toestel werd de grotere X-200 ontwikkeld, door de US Air Force omgedoopt in de X-19A.
De X-19 was een hoogdekker met twee vleugels voor en twee achter, met op elke vleugel een propeller van 4 meter doorsnee. Deze propellers konden 90° worden gedraaid om het vliegtuig te laten opstijgen en landen als een helikopter. De propellers werden aangedreven door twee Avco Lycoming T55-L-5 turboshaftmotoren in de romp.

## Gebruik
De eerste vlucht van de X-19 vond plaats in november 1963 (hoewel sommige bronnen uitgaan van juni 1963). De bedoeling was de X-19 te ontwikkelen tot een VTOL vrachtvliegtuig. Helaas werd het eerste prototype vernietigd bij een ongeluk op 25 augustus 1965, waarna het hele programma werd gestaakt.
De tweede X-19 staat nu opgeslagen in de restauratieafdeling van de Wright-Patterson Air Force Base in Dayton, Ohio.

## Vergelijkbaar vliegtuigen
- V-22 Osprey
- Bell/Agusta BA609
- Bell XV-15